# West Coast
West Coast (maor. Te Tai-poutini) – region administracyjny na nowozelandzkiej Wyspie Południowej. Populacja wynosi 32 148 mieszkańców (dane z 2013 roku). Głównym miastem jest Greymouth.
Region dzieli się na 3 dystrykty:
- Buller
- Grey
- Westland